# Cime de Rogué
La cime de Rogué est un sommet situé dans le haut Boréon, sur la commune de Valdeblore, dans le département français des Alpes-Maritimes.

## Géographie
La cime de Rogué est située sur la ligne de partage des eaux entre les vallées de la Vésubie et de la Tinée. Elle domine le vallon de Salèse, au sud. À l'ouest et au sud-ouest se trouvent respectivement le caïre de Rogué (2 495 m) et la pointe de Rogué (2 435 m). La cime de Rogué domine les lacs de Frémamorte au nord-ouest. Elle est située dans le parc national du Mercantour. D'un point de vue géologique, la cime de Rogué est constituée de granite

## Histoire
La première ascension documentée, qui est également la première ascension hivernale, a été effectuée par Victor de Cessole, D. Martin et J. Plent, le  14 février 1899. La première descente à ski a été effectuée par P. Rouyer et J. Tordo le 24 mars 1922.

## Accès
La voie normale démarre du hameau du Boréon, et remonte le vallon de Salèse jusqu'au col de Salèse. Il remonte ensuite l'arête sud-ouest jusqu'au sommet en suivant la crête du serre de Rogué.